# Ipomoea purga
Ipomoea purga es una especie de planta fanerógama perteneciente al género Ipomoea. Es conocido comúnmente como jalapa.
Es originaria de México y Centroamérica.

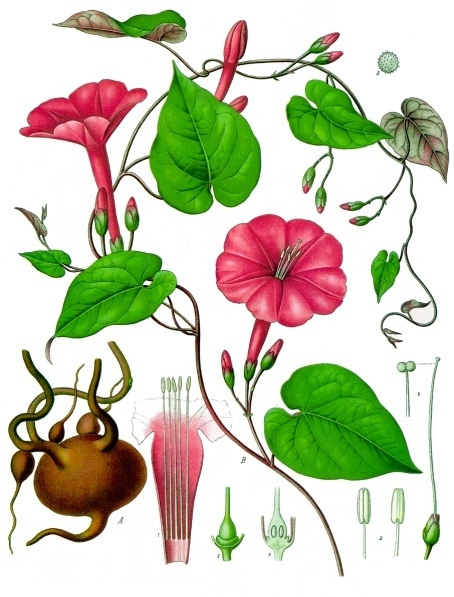
Ilustración

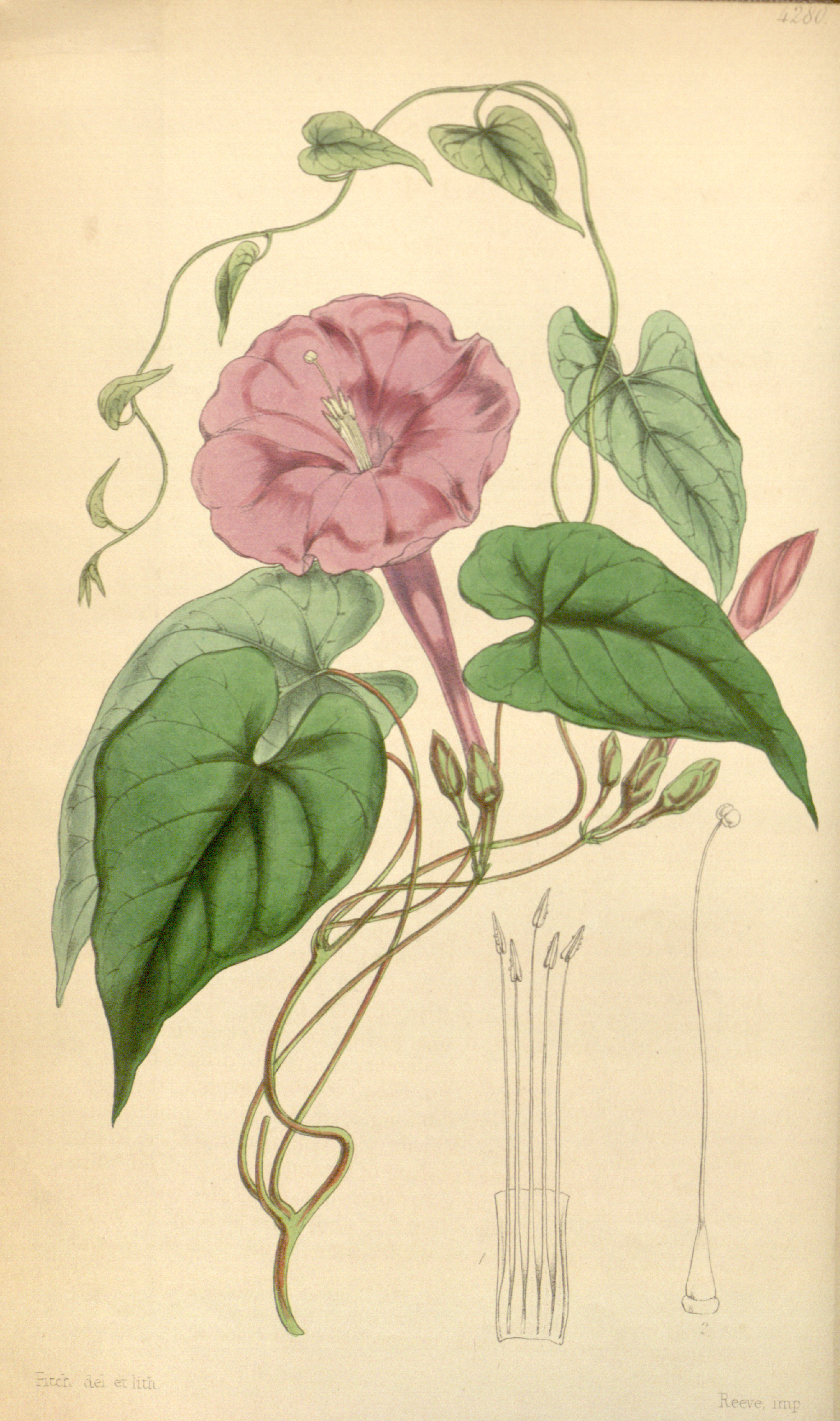
Ilustración

.

## Descripción
Ipomoea purga se describe como una enredadera que puede alcanzar alturas de 4 metros. Cuando fresca, la raíz es negro externamente, blanco y lechosa por dentro, y varía en tamaño de acuerdo a su edad. Tiene flores en forma de corazón y trompeta púrpura como las hojas. Ipomoea purga es bastante difícil de romper, pero si se tritura con crema de tártaro, el azúcar de la leche, u otras sales duras, el proceso de pulverización es mucho más fácil, y el polvo generado es mucho más fino. Cuando está en forma de polvo con el fin de se ingerido, el color es de un marrón grisáceo pálido. Ipomoea purga es nativa de México y se naturalizó en otras partes del neotrópico.

## Descubrimiento
Ipomoea purga fue descubierto por los conquistadores españoles, mientras estaban entre los pueblos nativos mexicanos. Fue introducido a Europa en 1565 como una hierba medicinal utilizado para tratar una variedad de enfermedades hasta el siglo XIX, cuando se descubrieron mejores prácticas médicas

## Usos médicos
La raíz contiene convolvulin, que es un potente catártico. Se utiliza para prevenir la diarrea, pero en grandes cantidades induce el vómito Cuando se aplica a una herida, se dice que induce a la purgación.
Química
La resina de Ipomoea purga se puede disolver en ya sea en alcohol o éter dietílico. La resina que es insoluble en éter es inodoro, mientras que la resina soluble en alcohol tiene olor y es típicamente de un color parduzco. El ácido convolvulinolico (C28H52O14) que se produce en Ipomoea purga puede ser dividido en una molécula de azúcar (C6H12O6) y una forma de ácido convolvulinolico cristalizado (C16H30O3) cuando se diluye.

## Taxonomía
Ipomoea purga fue descrita por (Wender.) Hayne y publicado en Getreue Darstellung und Beschreibung der in der Arzneykunde Gebräuchlichen Gewächse 12: 5. 1833.
Etimología
Ipomoea: nombre genérico que procede del griego ips, ipos = gusano y homoios = parecido, por el hábito voluble de sus tallos.
purga: epíteto
Sinonimia
- Convolvulus purga Wender., Pharmac. Centralb. 1:457. 1830. basónimo
- Exogonium purga (Wender.) Benth., Pl. Hartw. 46. 1840.
- Convolvulus officinalis Pelletan, J. Chim. Méd. t. 1. 1834.
- Ipomoea jalapa Nutt. & Cox, Journ. Am. Med. Sci. 5: 305. 1830, nom illeg. non Pursh (1813).
- Ipomoea jalapa Schiede & Deppe ex G. Don, Gen. Hist. 4: 271. 1838.
- Ipomoea schiedeana Zucc., Flora vol. 14, 802. 1831.[5]

## Nombres comunes
- jalapa de México, mechoacan de México, purga de México.[6]